# Yphthimoides onornata
Yphthimoides onornata är en fjärilsart som beskrevs av Hayward 1962. Yphthimoides onornata ingår i släktet Yphthimoides och familjen praktfjärilar. Inga underarter finns listade i Catalogue of Life.